# Ponte Mahatma Gandhi

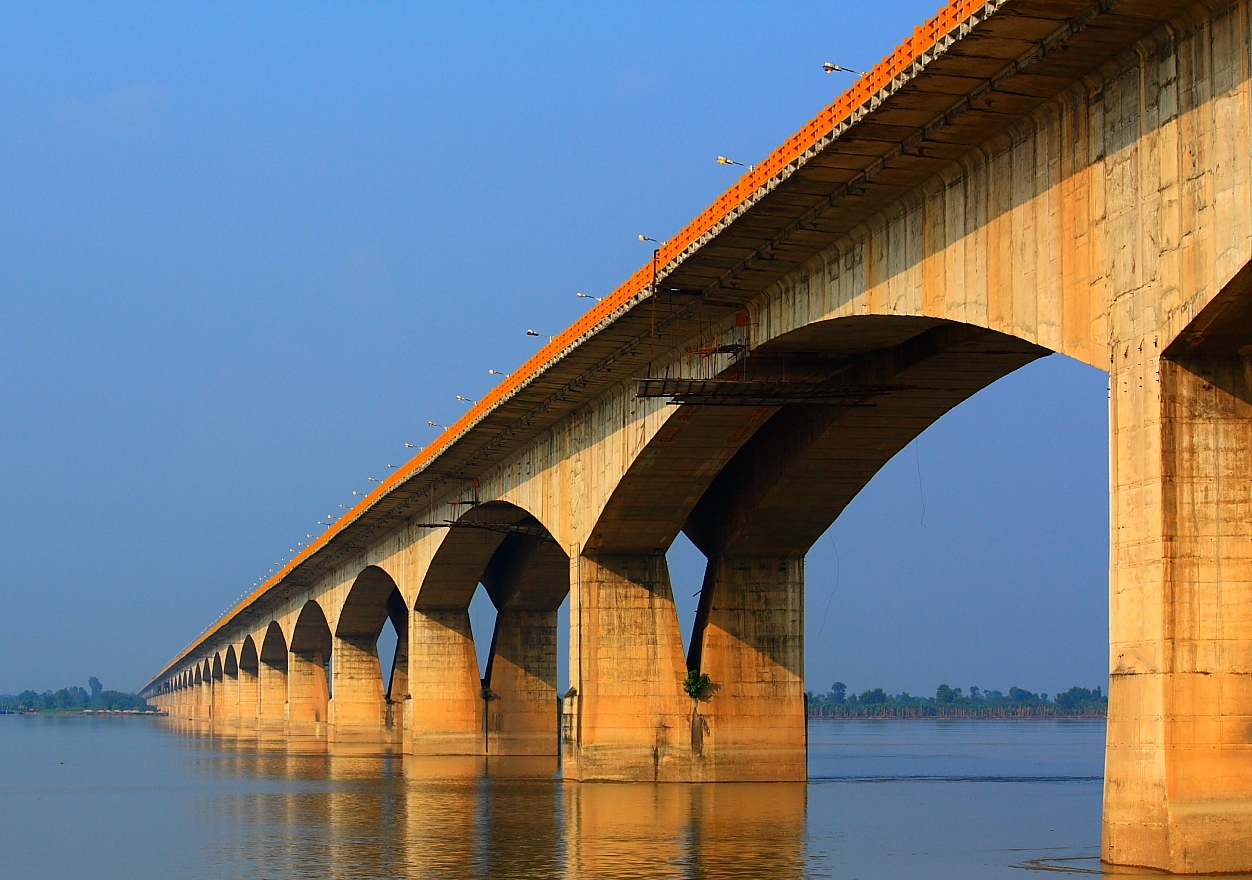
Pilares da Ponte Mahatma Gandhi

A Ponte Mahatma Gandhi (oficialmente: Mahatma Ghandi Setu) é uma grande ponte que atravessa o rio Ganges e conecta as regiões de Patna e Hajipur, no estado de Biar. Inaugurada em Maio de 1982 pela então primeira-ministra Indira Gandhi, é uma das mais extensas pontes do mundo e a maior da Índia com comprimento de 5 575 metros.